# Lotta senza codice d'onore
Lotta senza codice d'onore (仁義なき戦い) è un film del 1973 diretto da Kinji Fukasaku.
Il film è la prima di cinque parti, conosciute come la pentalogia de Le cronache della Yakuza.
Il film è infatti conosciuto in Giappone come Il padrino del Sol Levante, proprio perché il film, attraverso un violento stile documentaristico rappresenta la crescita del fenomeno della Yakuza durante l'arco di cinque generazioni: dagli anni quaranta del dopoguerra Giapponese sino ai primi anni settanta e alla crescita fenomenale della mafia giapponese. Il film è ritenuto uno dei classici film di Yakuza giapponesi.
I quattro seguiti di Lotta senza codice d'onore sono:
- Battles Without Honour and Humanity: Resa dei conti a Hiroshima
- Battles Without Honour and Humanity: Guerra per delega
- Battles Without Honour and Humanity: Tattiche da polizia
- Battles Without Honour and Humanity: La fine

## Trama
Basato su storie vere, Battles Without Honour and Humanity è un viaggio attraverso la nascita della Yakuza in Giappone subito dopo il Secondo Conflitto Mondiale. Il film parla di un gruppo di amici sopravvissuti alla bomba atomica che nel corso di due decenni finiranno per uccidersi l'uno con l'altro per ottenere il potere dei vari clan, durante un periodo di grandi guerre tra piccole bande criminali.
Il film è pieno di violenza, commedia isterica e dramma. Da molti critici è stato definito come un anticipatore del Padrino, ma nel film non è presente né l'onore, né la lealtà né l'umanità che invece contraddistinguono il tema della mafia siciliana ripreso da Coppola.